# Langendernbach (Elbbach)
Der Dernbach, auch Dembach, Dermesbach oder Dernbach genannt, ist ein knapp fünf Kilometer langer linker und nordöstlicher Zufluss des Elbbaches im Westerwald.

## Geographie

### Verlauf
Der Dernbach entspringt in einem Wäldchen nordwestlich von Irmtraut. 
Er läuft zunächst in nordöstlicher Richtung, durchfließt einen kleinen Teich und wechselt nach Südosten. Er erreicht die B 54 und wendet dort seine Fließrichtung nach Süden. Nach knapp 100 Metern unterquert er die B 54 und fließt etwa 200 Meter parallel zu ihr. Bei der Straße zum Hubertushof verlässt er die B 54. Kurz vor Irmtraut fließt ihm ein Bach zu, welcher auf manchen Karten auch als Dembach bezeichnet wird. Er passiert Irmtraut und wechselt kurz darauf von Rheinland-Pfalz nach Hessen. Auf seiner rechten Seite grenzt er an den Höhwald und auf der linken Seite erhebt sich der Kohlhack (409,5 m ü. NHN). 
Der Langendernbach passiert nun den gleichnamigen Ort und mündet schließlich unweit der Bahnhofstraße in den Mühlgraben, einer Abzweigung des Elbbachs.

### Flusssystem Elbbach
- Fließgewässer im Flusssystem Elbbach